# Jessica Meir
Jessica Ulrika Meir (Caribou, Maine, 1 de juliol de 1977) és una fisiòloga i astronauta suecaestatunidenca. D'ençà del 25 de setembre del 2019 participa a l'Estació Espacial Internacional com a enginyera de vol per a les Expedicions 61 i 62. Conjuntament amb Christina Koch van formar la primera parella únicament femenina a caminar per l'espai el 18 d'octubre del 2019 per a substituir una bateria defectuosa. És la primera dona astronauta de nacionalitat sueca.

## Biografia
Jessica Meir va néixer l'1 de juliol de 1977 a Caribou, una ciutat petita de Maine. És la més menuda dels cinc infants d'un metge israelià d'origen jueu iraquià i d'una infermera sueca.
La seva vocació es va confirmar més seriosament quan va anar a un campament espacial per al jovent a la Universitat Purdue d'Indiana i després de participar a un experiment com a estudiant en la nau de gravetat reduïda de la NASA “vomit comet” durant els seus estudis de biologia a la Universitat de Brown. El 2003, la futura astronauta es va graduar amb un Màster d'estudis espacials a la Universitat Espacial Internacional a Estrasburg.
Més tard, Meir va obtenir el seu doctorat en fisiologia marina el 2009 a la Institució Scripps d'Oceanografia.